# Пневмодвигатель

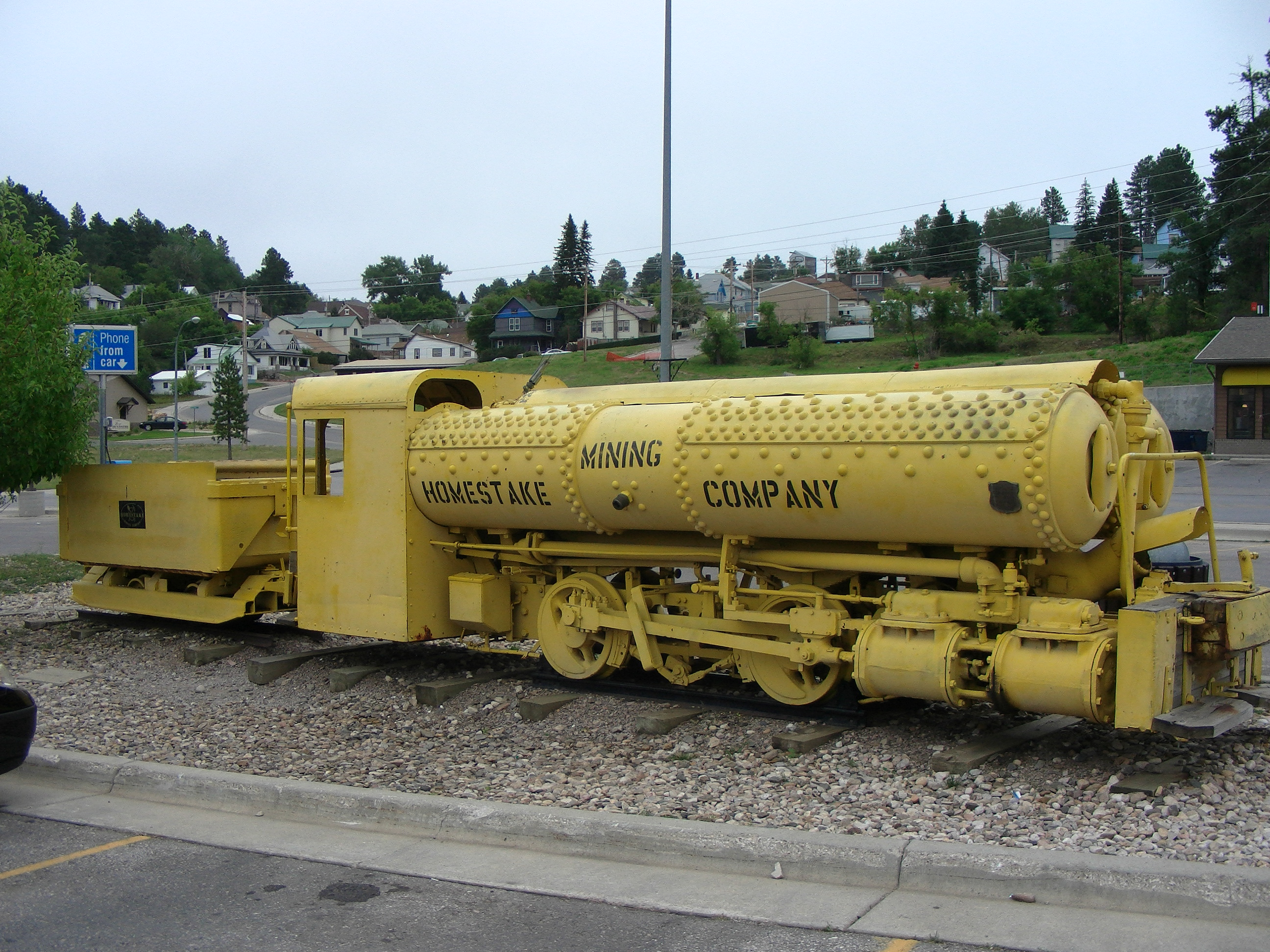
Локомотив, работающий на сжатом воздухе

Пневмодвигатель (от греч. pnéuma — дуновение, воздух), пневматический двигатель, пневмомотор — энергосиловая машина, преобразующая энергию сжатого воздуха в механическую работу.

## Классификация
По принципу действия обычно различают объёмные и динамические (турбинные) пневмодвигатели. 

По направлению движения — линейные (поршневые, баллонные, мембранные и другие) и поворотные (поршневые и турбинные). Так же пневматический двигатели на ременной передаче.
В объёмных пневмодвигателях механическая работа совершается в результате адиабатного или политропного расширения сжатого воздуха в цилиндрах поршневой машины или в полостях между ротором и корпусом, в турбинных — в результате воздействия потока воздуха на лопатки турбины (в первом случае используется потенциальная энергия сжатого воздуха, во втором — кинетическая энергия), чаще всего турбина активного типа. 
Наибольшее распространение получили объёмные пневмодвигатели (поршневые, ротационные и камерные (баллонные)), также очень часто применяются и динамические (лопастные) двигатели. Например, такие микротурбины применяются в стоматологических бормашинах, где требуется очень высокая скорость вращения инструмента (до 300 тысяч об/мин). 

## Мембранные пневмоцилиндры
Пневматические двигатели, и в частности, пневмоцилиндры, по своему принципу действия идентичны соответствующим гидравлическим двигателям. Одна из разновидностей пневмоцилиндров — мембранные пневмоцилиндры.
Мембранные пневмоцилиндры принадлежат к пневмодвигателям с линейным возвратно-поступательным движением выходного звена — штока.

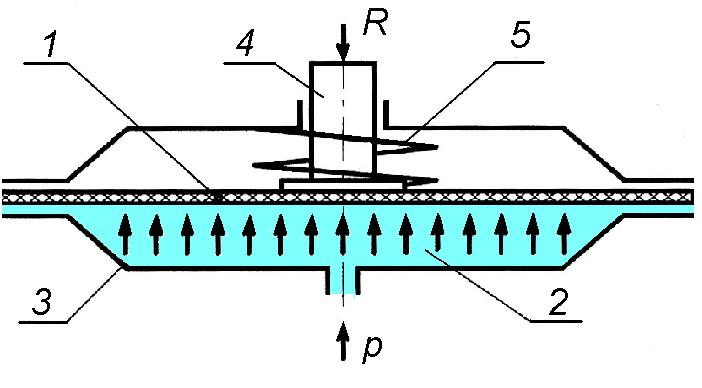
Мембранный пневмоцилиндр: 1-Диск мембраны; 2-Рабочая камера; 3-Корпус; 4-Шток; 5-Пружина

В сравнении с поршневыми пневмоцилиндрами они проще в изготовлении из-за отсутствия точных посадок контактных поверхностей, имеют высокую герметичность рабочей камеры, не требуют смазки и качественной очистки сжатого воздуха. Недостатки этого вида пневмодвигателей: ограниченность длины хода, переменное выходное усилие, зависящее от прогиба мембраны.
Наиболее распространены мембранные пневмоцилиндры одностороннего действия с возвратной пружиной. Используются в оборудовании, где требуются значительные усилия при относительно малых перемещенниях (зажатие, фиксация, переключение, торможение и т. д.).

## Применение
Пневмодвигатели применяются в приводах различных пневмоинструментов, обеспечивающих безопасность работы во взрывоопасных местах (со скоплением газа, угольной пыли), в среде с повышенным содержанием влаги. Применение двигателей такого типа позволяет повысить безопасность/надежность работы агрегатов  в условиях невозможности применения электропривода или неприменимости других типов двигателей. Например, на морских подвижных объектах - в качестве двигателей насосов или приводов задвижек/засовов.
- Транспортные средства на сжатом воздухе